# نيكول جونز
نيكول جونز (بالإنجليزية: Nicole Jones)‏ (7 يونيو 1989 بأستراليا - ) هي لاعبة كرة قدم أسترالية في مركز الوسط. لعبت مع Newcastle Jets FC (W-League) ‏.

## وصلات خارجية
- نيكول جونز على موقع قاعدة بيانات كرة القدم.إي يو (الإنجليزية)